# Hercodera angolana
Hercodera angolana är en skalbaggsart som beskrevs av Veiga-ferreira 1971. Hercodera angolana ingår i släktet Hercodera och familjen långhorningar.
Artens utbredningsområde är Angola. Inga underarter finns listade i Catalogue of Life.